# Lauritzenia elegans
Lauritzenia elegans är en kvalsterart som först beskrevs av Kunst 1977.  Lauritzenia elegans ingår i släktet Lauritzenia och familjen Haplozetidae. Inga underarter finns listade i Catalogue of Life.